# Moses E. Clapp
Moses E. Clapp (Delphi, 1851. május 21. – Accotink, 1929. március 6.) az Amerikai Egyesült Államok szenátora (Minnesota, 1901–1917).